# Гримм, Эрвин Давидович
Э́рвин Дави́дович Гримм (нем. Erwin Alexander Grimm; 27 декабря [8 января] 1870, Санкт-Петербург — 18 февраля 1940, Ленинград) — российский историк «широкого профиля», доктор всеобщей истории, профессор Санкт-Петербургского университета, последний в истории Российской империи ректор университета (1911—1918).

## Биография

### До революции
Родился в Санкт-Петербурге 27 декабря 1870 (8 января 1871) года в семье архитектора Д. И. Гримма, одного из создателей русского стиля в архитектуре. Имел старших братьев: юриста Давида Гримма (1864—1941) и архитектора Германа Гримма (1865—1942).
Окончил историко-филологический факультет Санкт-Петербургского университета по кафедре всеобщей истории. По окончании был оставлен для подготовки к профессорскому званию. В 1894 году в качестве приват-доцента Петербургского университета начал читать лекции. Спустя два года получил должность приват-доцента в Казанском университете и поручение читать курс по истории Средневековья.
В 1899 году вернулся в Петербург на прежнюю должность. Одновременно, стал профессором Санкт-Петербургских Высших женских курсов. В 1900 году защитил диссертацию на соискание степени магистра всеобщей истории. В 1902 году получил степень доктора всеобщей истории и через год был назначен экстраординарным профессором университета, а в 1907 году стал ординарным профессором. В 1908 году был назначен проректором Санкт-Петербургского университета. В 1911 году был деканом историко-филологического факультета. В университете в 1908—1912 годах занимал должности члена профессорского дисциплинарного суда, в 1909—1910 годах — члена испытательной комиссии по историко-филологическому факультету.
С 1907 года был профессором Высших женских историко-литературных курсов Н. П. Раева.
Был награждён орденом Св. Анны 3-й степени и орденом Св. Владимира 4-й степени.
Женился 14 октября 1901 года на дочери статского советника Надежде Платоновне Вердеревской; 4 сентября 1906 года у них родилась дочь Елизавета.
В 1911 году из-за массовых студенческих беспорядков и столкновений их с полицией его старший брат Давид Давидович Гримм был вынужден подать в отставку с должности ректора Санкт-петербургского университета и его сменил младший брат, Эрвин Давидович Гримм.
С 17 июля 1916 года состоял членом Совета министра народного просвещения с оставлением при всех прежних должностях и состоял в Совете до его упразднения в августе 1917 года.

### После революции
Был членом партии «кадетов» и после произошедшей в 1917 году Октябрьской революции был вынужден уехать из столицы; формальная отставка с поста ректора состоялась в октябре 1918 года, когда он уже был преподавателем в Киевском университете. В декабре 1918 года покинул Киев, с волной беженцев оказался в Одессе, откуда в январе 1919 года морем переправился в Севастополь, где стал старшим советником в Министерстве внешних сношений в составе правительства Крыма. В апреле 1919 года после падения Крымского правительства переправился в Новороссийск, а затем в Анапу, где жила его семья. Стал сотрудником Отдела пропаганды в правительстве А. И. Деникина, в декабре 1919 года вышел в отставку.
В январе 1920 года эмигрировал сначала в Константинополь, затем, в мае, в Болгарию, где преподавал в качестве профессора в Софийском университете. Был соредактором «Русских сборников» и газеты «Новая Россия» (София). Участвовал в сменовеховском движении. В 1922 году стал активным членом «Союза возвращения на родину» и в июле 1923 года был выслан из Болгарии, став одним из первых эмигрантов, вернувшихся на родину, в СССР.
Поселился сначала в Москве. В апреле 1924 года был принят на службу в НКИД, в общий политический архив. С 1925 года преподавал в Институте востоковедения им. Нариманова.
В 1930 году переехал в Ленинград, был редактором в ОГИЗ. В 1932—1934 годах — старший библиотекарь БАН. В 1934 году был утверждён в ученой степени доктора исторических наук, начал работу в Институте истории материальной культуры Академии наук.
В октябре 1937 года был уволен за неблагонадежность, но устроился в Ленинградское отделение Института истории Академии наук СССР. В августе 1938 года арестован; обвинён по ст. 58-6, 10, 11 УК РСФСР: «…состоял в партии кадетов, проводил националистическую, контрреволюционную пропаганду, являлся одним из организаторов подпольной организации». 16 июля 1939 года «ввиду подтверждённой психической болезни» дело в отношении него было прекращено и с июля 1939 по февраль 1940 года он находился на принудительном лечении в психиатрической лечебнице им. Фореля. Через несколько дней после выписки, 18 февраля 1940 года скончался на квартире Б. А. Романова

## Научные идеи
Главный труд Гримма по античной истории — «Исследования по истории развития римской императорской власти» в 2-х. томах — был задуман как всеобъемлющее исследование императорской власти в Риме от Августа до Феодосия II (то есть до середины V в.). Ввиду обширности периода автору пришлось отказаться от первоначального намерения и ограничиться временем до Марка Аврелия, но и то, что было сделано, оказалось огромным. По существу работа Гримма — самое обширное исследование по теме Принципата (политической системы Ранней империи) в отечественной литературе. Ученый оспорил главный тезис Моммзена о правовом континуитете Римского государства от эпохи ранних царей до времени Империи.
Сам Гримм устанавливал несколько фаз в развитии нового режима власти, прослеживая трансформацию гражданской монархии Августа в деспотическое правление его преемников, императоров династии Юлиев-Клавдиев (особенно при Гае Калигуле и Нероне), затем новое упорядочение отношений и укрепление престижа императорской власти при Флавиях и, наконец, окончательное утверждение монархической власти в Риме при Антонинах, когда эта власть не только обрела черты нового правопорядка, но и была признана в таком качестве самим обществом.
С началом XX века Гримм сосредоточился, главным образом, на истории Франции, в частности, исследованием политических, экономических и социальных идей XVIII—XIX вв.